# Edició diplomàtica
L'Edició diplomàtica és l'edició d'una obra que reprodueix l'original tal com és amb la finalitat de donar tota la informació sobre l'ortografia de l'original de manera que l'investigador puga llegir-ho sense complicació. Algunes d'aquestes informacions són: l'ús de majúscules, la puntuació i les rúbriques. L'edició diplomàtica sol fer-se prèviament a l'edició crítica. Se n'ocupen els filòlegs.
Aquest tipus d'edició ha estat substituït per l'edició hipertextual i els facsímils. Es diferencia del facsímil en quant que el facsímil no pretén facilitar la lectura mentre que l'edició diplomàtica sí.